# مخيم درعا
مخيم درعا هو مخيم للاجئين الفلسطينيين في سوريا، يقع في مدينة درعا بالقرب من الحدود الأردنية. أنشئ المخيم على مساحة 39 ألف متر مربع في عامي 1950-1951 من أجل إيواء اللاجئين الفلسطينيين الوافدين من الأجزاء الشمالية والشرقية من فلسطين في أعقاب الحرب العربية الإسرائيلية عام 1948. ويبلغ عدد سكان المخيم حوالي 5916 نسمة حسب إحصاءات 2005. معظم السكان لاجئون من بلدات إجزم وجبع وعين غزال وسمخ والشجرة وطرعان وبلد الشيخ وعرب السويطات.
يقع المخيم في منطقة خصبة، ويعمل العديدون من سكانه في حقول الزراعة. أما الآخرون فهم يعملون في أعمال بالأجرة.